# Costa neoRomantica (schip, 1993)

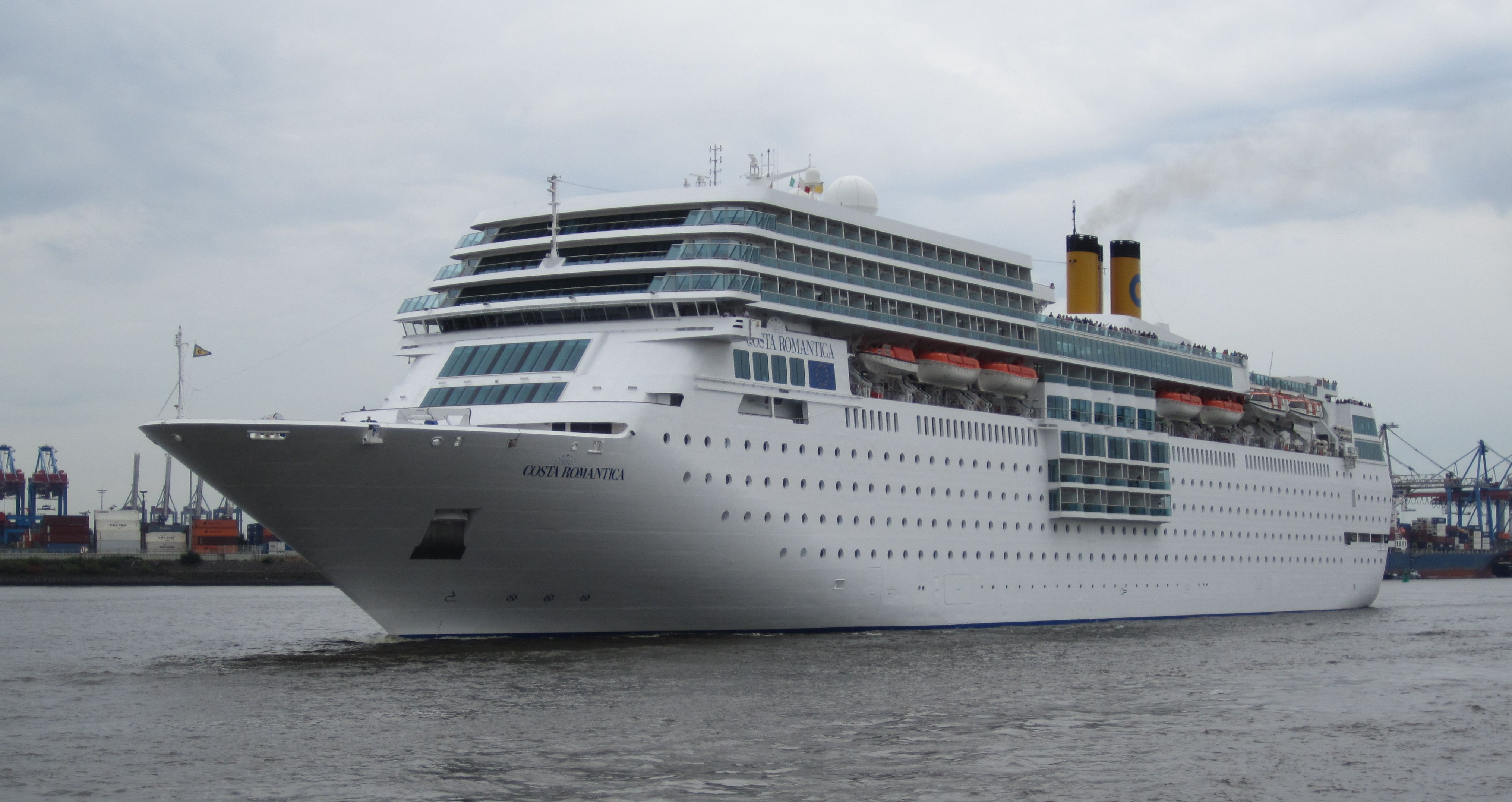
Costa neoRomantica

De Costa neoRomantica was een cruiseschip van Costa Crociere.

## Ontwerp
Het schip is in 1993 in de vaart genomen en kreeg de naam Costa Romantica. Het werd in 2003 volledig gerenoveerd. De openbare ruimtes zijn ingericht met zeldzame houtsoorten, Carrara-marmer, en verschillende kunstwerken. De dekken van de Romantica zijn genoemd naar bekende steden in Europa: Monte Carlo, Madrid, Vienna, Verona, Parijs, Londen, Kopenhagen en Amsterdam.
In november 2011 onderging de Romantica een renovatie van ongeveer 90 miljoen euro waarbij twee nieuwe halve dekken werden toegevoegd. Dit veranderde de tonnenmaat van 53.000 naar 56.000 GT. Het kreeg ook glazen balkons midscheeps tegen de romp. Na de renovatie werd het schip hernoemd naar Costa neoRomantica.

## Brand in machinekamer
Op woensdag 25 februari 2009 ontstond er een kleine brand bij de motoren in een van de elektrische generatoren van het schip, buiten de kust van Uruguay, ongeveer 10 km van de stad Punta del Este. Na het incident stond het schip meer dan 24 uur stil en er was geen elektriciteit of lopend water meer op het schip. Het grootste gevolg van de stroomuitval was de verstopping van de meeste toiletten aan boord. Het schip werd gedeeltelijk hersteld en was in staat naar Punta del Este te varen, waar ze zijn ontscheept.